# Sidi H'saine Ou Ali
Sidi H'Saine Ou Ali (en àrab سيدي حساين أو علي, Sīdī Husāyn Ū ʿAlī; en amazic ⵙⵉⴷⵉ ⵃⵙⴰⵢⵏ ⵓⵄⵍⵉ) és una comuna rural de la província de Sidi Ifni, a la regió de Guelmim-Oued Noun, al Marroc. Segons el cens de 2014 tenia una població total de 6.064 persones.